# Otto Gritschneder
Otto Gritschneder (* 11. Januar 1914 in München-Schwanthalerhöhe; † 4. März 2005 in München) war ein deutscher Rechtshistoriker, Rechtsanwalt und Publizist.

## Leben
Die weitverzweigte Familie der Gritschneders stammt aus dem Einödhof Gritschenöd (nahe Mühldorf am Inn), er selbst ist in einfachen Verhältnissen als Sohn eines Bahnbeamten geboren worden. Sein zwei Jahre jüngerer Bruder Max (1916–1983) trat in den Jesuitenorden ein.

### Schule, Studium und Wehrdienst
Otto Gritschneder machte sein Abitur 1933 am Wittelsbacher-Gymnasium in München. Als Abiturient trat er der Bayerischen Volkspartei bei. Von 1933 bis 1936 studierte er Rechtswissenschaften an der Ludwig-Maximilians-Universität München. 1938 wurde er in München mit einem strafrechtlichen Thema bei Edmund Metzger zum Dr. jur. promoviert. Seine beiden juristischen Staatsprüfungen legte er 1936 und 1939 ab.
Er wurde 1933 Mitglied der katholischen Studentenverbindung KDStV Aenania München im CV und lernte den Jesuitenpater Rupert Mayer kennen. Als Rechtsreferendar und Assessor stenographierte er 1938 den Nazi-Prozess gegen Mayer beim Sondergericht München mit. Nach Prozessende wurde er mit einem juristischen Berufsverbot belegt, weil er ein „gänzlich staatsabträgliches Wesen“ habe; 1939 wurde ihm die Zulassung zur Anwaltschaft verweigert („zwar fachlich geeignet, politisch jedoch derart unzuverlässig“). Das zum Ausgleich gemachte Angebot, ihn als Jurist an der Besatzungsherrschaft im polnischen Generalgouvernement mitwirken zu lassen, lehnte er ab, obgleich er dadurch der folgenden Einberufung zur Wehrmacht hätte entgehen können.
Daraufhin schlug er sich als Nachhilfelehrer durch und wurde bei Kriegsbeginn eingezogen. Als Sanitätssoldat wurde er in den Elsass verlegt, lernte dort seine Frau Margarete Caesar kennen und heiratete mitten im Krieg (Januar 1941 – Mit seiner Frau hatte er neun Kinder.). Danach bekam er einige Monate Sonderurlaub, um ein Examen im Fach Nationalökonomie als Diplom-Volkswirt abzulegen und hatte das Glück, nicht verwundet zu werden.

### Rechtsanwalt
Als er 1945 seine Zulassung beantragte, verzögerte die Anwaltskammer seinen Antrag. Erst ein energisches Eingreifen der amerikanischen Militärregierung verschaffte ihm die Zulassung, und – was mindestens genauso wichtig war – einen Telefonanschluss und genügend Benzin für sein Motorrad. Aus diesen Anfängen entstand die Sozietät Gritschneder, Weber & Hahn. Gritschneder hat zahlreiche junge Rechtsanwälte ausgebildet, darunter den späteren Intendanten des Bayerischen Rundfunks Albert Scharf und Benno Heussen. 1964 verteidigte er den Herausgeber des Spiegels, Rudolf Augstein, gegen Franz Josef Strauß. Gritschneder sprach sich stets gegen Schwangerschaftsabbruch und staatliche Ehescheidung aus. Hierzu hatte er bereits 1954 Drum prüfe, wer sich ewig bindet veröffentlicht.
Von 1948 bis 1952 war er Stadtrat der Landeshauptstadt München als parteiloser Kandidat.

### Pressedienst
1953 gründete er den Juristischen Pressedienst Gritschneder, der aktuelle Gerichtsentscheide aufbereitet und an Medien liefert und heute vom Enkel des Gründers, Andreas Gritschneder, geführt wird.

### Journalist und Schriftsteller
Schon seit 1946 schrieb Gritschneder neben seiner Anwaltstätigkeit für die Presse. Mit den Themen, für die er sich interessiert, greift er weit über die Welt des Rechts hinaus in die Politik ein (eine kurzfristige Tätigkeit im Stadtrat München beendete er schnell). Wie umfangreich dieses Werk ist, zeigen zwei Bücher, die im Privatverlag erschienen sind und die in zahllosen Zeitungen und Zeitschriften erschienenen journalistischen Arbeiten zusammenfassen: »Randbemerkungen« (1978) und »Weitere Randbemerkungen« (1987), zusammen über tausend Seiten.
Rechtshistorisch befasste er sich vor allem mit Hitler und Justiz; seine Notizen aus dem Prozess gegen Rupert Mayer veröffentlichte er 1965. Seine Anwaltsgeschichten schildern amüsante Begebenheiten aus seiner anwaltlichen Tätigkeit. 1996 veröffentlichte er seine Memoiren Fachlich geeignet, politisch unzuverlässig. Sein Werk Kostenübersichtstabellen erscheint – von neuen Autoren betreut – als Schmeckenbecher / Scheungrab in der 27. Auflage (2025) bei Boorberg.

### Gritschneder, Gebhard Himmler und Alfred Andersch
Er war ein Klassenkamerad Alfred Anderschs und widersprach 1980 in einem Leserbrief vehement der Darstellung des Schulleiters Gebhard Himmler, des Vaters Heinrich Himmlers, in Anderschs Erzählung Der Vater eines Mörders.»Ich saß 1926/27 neben Alfred Andersch in der 3b des Wittelsbacher-Gymnasiums, Fensterreihe, 3. Bank« erinnert sich Otto Gritschneder. In dieser Novelle beschreibt Andersch eine Szene, in der der Direktor des Gymnasiums, Gebhard Himmler im Griechischunterricht eine Sonderprüfung vornimmt und dabei den Schüler Franz Kien (hinter dem sich der Autor verbirgt) so scharf und unfair prüft, dass er das Gymnasium verlassen muss. Der Direktor wird mit seinem Klarnamen (Himmler) genannt und darauf verwiesen, dass sein mit ihm verfeindeter Sohn Heinrich Himmler der Nazipartei nahestehe. So wird der Eindruck erweckt, der Vater habe seine sadistischen Charakterzüge auf den später als Massenmörder bekannt gewordenen Reichsführer-SS übertragen. Wie nicht nur Otto Gritschneder, sondern auch andere Mitschüler und Zeitzeugen in Leserbriefen an den SPIEGEL bestätigen, hat die Szene tatsächlich nicht stattgefunden. Der Direktor sei kein Sadist gewesen, sondern einfach ein konservativer »quittengelber« Schulmann, dem man noch ansah, dass er einst Prinzenerzieher gewesen war. In einzelne Benotungen habe er niemals eingegriffen. Petra Morsbach hat in einem Essay nachgewiesen, dass die Diskrepanz zwischen Erzählung und Wirklichkeit sich schon im Aufbau und der Sprache der Novelle zeigt: »Bei Anderschs Erzählung schloss ich auf ein Problem mit der Wirklichkeit, weil das Bemühen des Erzählers um Authentizität – also erlebte Wirklichkeit – am deutlichsten missglückt ist.«

## Auszeichnungen und Ehrungen
- Arnold-Freymuth-Preis in Anerkennung seines Beitrags zur Aufarbeitung der Geschichte der Justiz im Dritten Reich (1996)[14]
- Medaille „München leuchtet – den Freunden Münchens“ in Gold (1998)[15]
- Medaille für Verdienste um die Bayerische Justiz (2003)[15]
- Bayerische Verfassungsmedaille in Silber (2002)
- Max-Friedlaender-Preis des Bayerischen Anwaltverbandes (2004)[16]
- Akademiepreis 2004 der Bayerischen Akademie der Wissenschaften als „Zeitzeuge und manchmal unbequemer Mahner“[17]
- Ehrenmitglied der Vereinigung zur Erforschung und Darstellung der deutschen Rechts- und Justizgeschichte des 20. Jahrhunderts, München[4]

## Schriften

### Rechtshistorische Veröffentlichungen
- Pater Rupert Mayer vor dem Sondergericht. Anton Pustet, München/Salzburg 1965.
- Der Fall Brühne. Ullstein, Frankfurt/Berlin/Wien 1966.
- Für Seelenschmerz bezahlen. Aufsehenerregende Gerichtsfälle. Interfrom, Zürich 1976, ISBN 3-7201-5071-2.
- Angeklagter Ludwig Thoma. Mosaiksteine zu einer Biographie aus unveröffentlichten Akten. Rosenheimer Verlagshaus, Rosenheim 1978, ISBN 3-475-52227-6.
- Ich predige weiter. Pater Rupert Mayer und das Dritte Reich. Rosenheimer Verlagshaus, Rosenheim 1987, ISBN 3-475-52544-5.
- Bewährungsfrist für den Terroristen Adolf H. Der Hitler-Putsch und die bayerische Justiz. C.H. Beck, München 1990, ISBN 3-406-34511-5.
- Der Führer hat Sie zum Tode verurteilt … Hitlers Röhm-Putsch-Morde vor Gericht. C.H. Beck, München 1993, ISBN 3-406-37651-7.
- mit Lothar Gruchmann und Reinhard Weber: Der Hitler-Prozess 1924, Band 1. 1.–4. Verhandlungstag. K.G. Saur, München 1997, ISBN 3-598-11317-X.
- mit Lothar Gruchmann und Reinhard Weber: Der Hitler-Prozess 1924, Band 2. 5.–11. Verhandlungstag. K.G. Saur, München 1997, ISBN 3-598-11318-8.
- mit Lothar Gruchmann und Reinhard Weber: Der Hitler-Prozess 1924, Band 3. 12.–18. Verhandlungstag. K.G. Saur, München 1998, ISBN 3-598-11319-6.
- mit Lothar Gruchmann und Reinhard Weber: Der Hitler-Prozess 1924, Band 4. 19.–25. Verhandlungstag. K.G. Saur, München 1999, ISBN 3-598-11355-2.
- Furchtbare Richter. Verbrecherische Todesurteile deutscher Kriegsgerichte. C.H. Beck, München 1998, ISBN 3-406-42072-9.
- Der Hitler-Prozeß und sein Richter Georg Neithardt. Skandalurteil von 1924 ebnet Hitler den Weg. C.H. Beck, München 2001, ISBN 3-406-48292-9.

### Juristische Fachveröffentlichungen, Rechtsberater
- Drum prüfe, wer sich ewig bindet. Carl Lange, Duisburg 1954.
- mit Eitel Giebisch: Rechtsfragen des Alltags. 2. Auflage. Sebastian Lux, Murnau 1955.
- Juristisches Lexikon. Ullstein, Frankfurt/Berlin/Wien 1967.
- Familienrecht. Ullstein, Frankfurt/Berlin/Wien 1968.
- Grundstückskauf und Hausbau. Ullstein, Frankfurt/Berlin/Wien 1969.
- Auf dem Weg zur Ehe. Das Recht in Ehe und Familie. Christophorus, Freiburg 1970.
- mit Volker Pohl: Patient, Arzt, Versicherung. Ullstein, Frankfurt/Berlin/Wien 1970.
- Ehescheidung in der Reform. A. Fromm, Osnabrück 1971.
- mit John M. Finnis und Antoine Suarez:  Recht auf Gerechtigkeit. Dokumentation eines Colloquiums. Adamas-Verlag, Köln 1979, ISBN 3-920007-50-6.
- Familienrecht. Ullstein, Frankfurt/Berlin/Wien 1982, ISBN 3-548-04009-8.
- Ehescheidung in der Reform. Eine kritische Dokumentation. A. Fromm, Osnabrück 1984, ISBN 3-7729-5010-8.
- Arbeitsrecht für die Praxis. Ullstein, Frankfurt/Berlin/Wien 1984, ISBN 3-548-04040-3.
- Ullstein Lexikon des Rechts. Ullstein, Frankfurt/Berlin/Wien 1985, ISBN 3-550-06018-1.
- Kostenübersichtstabellen. 15. Auflage. Boorberg, Stuttgart 1996, ISBN 3-415-02228-5.

### Andere Schriften
- Randbemerkungen. Selbstverlag, München 1978, ISBN 3-980-03690-1.
- Weitere Randbemerkungen. Selbstverlag, München 1986, ISBN 3-980-03692-8.
- Fachlich geeignet, politisch unzuverlässig. Memoiren. C.H. Beck, München 1996, ISBN 3-406-40240-2.
- Anwaltsgeschichten. 2. Auflage. C.H. Beck, München 2002, ISBN 3-406-49855-8.